# Volcana (Marvel Comics)
Volcana (Marsha Rosenberg) es un personaje ficticio, una supervillana que se convirtió en superheroína y que aparece en los cómics estadounidenses publicados por Marvel Comics. El personaje apareció por primera vez en Secret Wars # 3 (julio de 1984). Fue creada por Jim Shooter y Mike Zeck.

## Biografía del personaje ficticio
Marsha Rosenberg nació en Denver, Colorado. Marsha era una empleada de una guardería que, junto con su amiga Skeeter, era una residente humana normal de Denver que se vio transportada al "Battleworld" del Beyonder durante la serie "Secret Wars" de Marvel Comics. Deseando poder y respeto, Skeeter y ella acordaron servir al Doctor Doom, a cambio de superpoderes.
El Doctor Doom había logrado averiguar cómo operar una máquina utilizando tecnología alienígena, y la usó para otorgarle el poder de transformarse en una forma de lava fundida y disparar potentes explosiones de energía térmica, de ahí que ella eligiera el nombre clave "Volcana". Se alió con el Doctor Doom y la facción criminal, y luchó contra She-Hulk en una confrontación con la facción heroica. Durante la serie, ella desarrolló una relación con el supervillano Hombre Molécula, Owen Reece. Negoció con la Encantadora, y luego luchó contra ésta con la intención de renunciar a su trato.
Durante la historia de "Secret Wars II", Marsha vivía de vuelta en la Tierra con Owen Reece. Albergaron al Beyonder a su llegada a la Tierra. Marsha engañó al Hombre Molécula para que desafiara al Beyonder, y luego participó en la derrota de éste.
Algún tiempo después, acompañó al Hombre Molécula y los Cuatro Fantásticos al universo del Beyonder, y se separó del Hombre Molécula cuando éste aparentemente se fusionó irrevocablemente en otro "Cubo Cósmico" junto con el Beyonder. A diferencia de su amiga Skeeter, que se convirtió en la supervillana Titania, Marsha trabajó algún tiempo como superhéroe, Tuvo batallas con el Mago y Moonstone.
También ayudó a los Vengadores a reparar el daño a la corteza terrestre causado por Beyonder. Volcana más tarde llevó a un Hombre Molécula en coma al hospital del ejército. Después de que Hombre Molécula se recuperó, convirtió la carpa en la que estaban en un globo aerostático mientras el holograma de la Capitana Marvel quería hablar. Volcana destruyó la proyección a la luz de que ella había amenazado a Hombre Molécula. Gracias a Silver Surfer, Volcana y Hombre Molécula fueron redirigidos a los Vengadores y los Cuatro Fantásticos. Después de una breve pelea, Hombre Molécula y Volcana pudieron regresar a su apartamento en Denver.
Más tarde, se reunió brevemente con un Hombre Molécula (que misteriosamente había regresado a la Tierra) y luchó contra Klaw. Fue en ese momento cuando adquirió la capacidad de asumir formas de roca volcánica y cenizas volcánicas. Posteriormente, descubrió que, justo antes de su supuesta "muerte", Hombre Molécula había "querido" en secreto una parte de su poder de distorsión de la realidad y era este poder el que le daba la capacidad de manifestar estas otras formas en momentos críticos, justo cuando ella los necesitaba una vez que recuperó su poder de ella, se encontró que ya no podía tolerar el lado más oscuro de su personalidad y puso fin a su relación como Hombre Molécula jura que algún día le demostrará todo su amor.
Después de perder mucho peso, Volcana asistió a la boda de Hombre Absorbente y Titania, donde descubre que Hombre Molécula también fue invitado. Cuando Volcana fue a revisar a Titania después de la pelea de los supervillanos con She-Hulk, se encontró con Crystal cuando Hydro-Man apareció para ayudar a Volcana hasta que Crystal fue derrotada por Hombre Molécula.
Como Hombre Molécula todavía no ha superado sus sentimientos por Volcana, capturó a Doc Samson. Después de una pelea con Doc Samson y She-Hulk, Hombre Molécula se escapó y usó sus poderes para tallar la cara de Volcana en el Monte Rushmore. Marsha vio la noticia de esto en la televisión y no pudo sospechar que Hombre Molécula estaba detrás de esto.
Durante la historia de "Fear Itself", Titania comentó cómo Volcana acaba de regresar para el viaje de regreso cuando Titania fue llevada a Battleworld cuando le cuenta al Dr. Wooster en la Instalación de Observación Farnum en el estado de Nueva York.
Nightwatch más tarde contrató a Volcana y Titania para luchar contra She-Hulk para evitar que ella obtuviera los documentos que lo incriminarían. Con la ayuda de su secretaria Angie Huang, su mono sobrenatural Hei Hei y Hellcat, She-Hulk pudo derrotarlos con Huang redirigiendo el ataque de Volcana, lo suficiente como para derretirla.

## Poderes y habilidades
Marsha Rosenberg obtuvo poderes sobrehumanos mediante la manipulación genética mediante tecnología altamente avanzada realizada por el Doctor Doom. Como Volcana, originalmente tenía la capacidad de convertir todo su cuerpo en una forma de plasma, en la que resplandece con una intensidad candente, a veces incendiando cualquier superficie debajo de ella. En su forma humana, el 6'5" de altura Marsha tiene el pelo largo y negro, y por lo general lleva sólo su color magenta - traje de baño colorado; su ropa se fabrica a partir de moléculas inestables, por lo que no se destruye cuando ella está en su forma de plasma del extranjero. La tecnología que la empoderó hace que sus poderes sean totalmente indetectables cuando está en forma humana.
Su forma de plasma le otorga una durabilidad sobrehumana y consiste en partículas altamente cargadas que la rodean en una llama blanca y puede emitir ráfagas controladas de energía térmica de hasta 40 pies. Más tarde, adquirió la capacidad de convertir su cuerpo en una forma de piedra, una composición de roca volcánica (basalto) que aún permite el movimiento y le otorga una fuerza sobrehumana. Posteriormente ganó una forma de ceniza, una composición similar a la ceniza volcánica (piedra pómez) cuya configuración puede cambiar, moldear y controlar a voluntad. El volcán no puede hacer transformaciones parciales; ella puede poseer los atributos de solo una de sus formas a la vez. Los dispositivos de monitoreo implantados subcutáneamente por el Doctor Doom pueden activarse para estimular los centros de agresión de su cerebro.

## En otros medios

### Televisión
Volcana aparece en el episodio de The Super Hero Squad Show, "¡Síndrome de Villainy Redux!", con la voz de Grey DeLisle. Se muestra que ella es la novia de Hombre Molécula y lo ayuda a ayudar a Doctor Doom, M.O.D.O.K. y Abominación a salir de la Bóveda. En el episodio "When Strikes the Surfer", Volcana fue visto con Nebula (cuya boca fue removida por Thanos usando la Gema de la Realidad) y Hombre Molécula en un restaurante galáctico. Cuando Volcana descubre que Nebula no tiene boca, hace que Hombre Molécula cree una nueva para ella. Nebula le dice a Hombre Molécula y Volcana que el Dark Surfer está causando estragos. El Doctor Doom se acerca a los tres villanos indicando que deben unirse para atrapar a la persona que practica surf oscuro en la máquina que el Doctor Doom usó una vez para drenar los poderes de la persona que practica Silver Surfer. Volcana se une al Doctor Doom para atacar al Dark Surfer. Dark Surfer termina enviando a los villanos del lado del Doctor Doom a través de un portal.

### Novelas
- Volcana aparece en la novela Spider-Man/X-Men: Time's Arrow: The Present por Tom DeFalco y Adam-Troy Castro, en la que es contratada por agentes de Kang el Conquistador para luchar contra Cable y Beast. Aunque normalmente no es una mercenaria, necesitaba el dinero para reparar su automóvil.
- Una versión alternativa del universo del personaje también aparece en el libro, como miembro de un movimiento de resistencia contra una versión fascista de los X-Men.